# Museo Arqueológico de La Canea

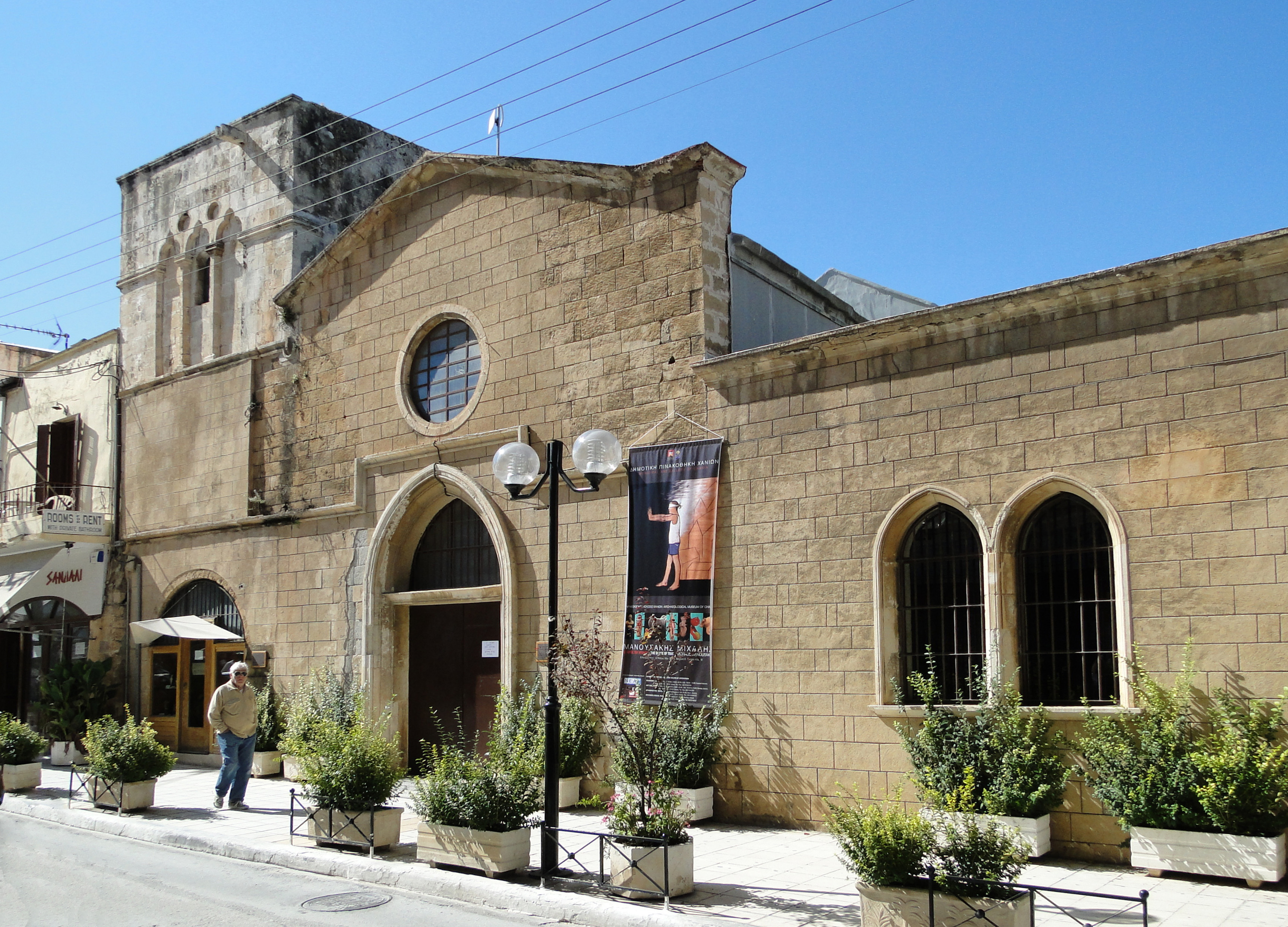
Vista del edificio antiguo del museo

El Museo Arqueológico de La Canea (en griego Αρχαιολογικό Μουσείο Χανίων) es un museo de la ciudad cretense de La Canea (Grecia). Se encuentra en un nuevo edificio que abrió al público el 16 de abril de 2022.

## Historia del museo
La colección arqueológica de La Canea estuvo albergada inicialmente en varios edificios públicos, como una residencia, un instituto masculino de enseñanza, y en la Mezquita Hassan.
En 1962 se trasladó al monasterio veneciano de San Francisco, un edificio cuya fecha de construcción se ignora pero se menciona en escritos referentes a un terremoto de 1595, el mayor que ha sufrido la ciudad. Fue una iglesia veneciana habitada por frailes franciscanos; es un monumento importante de La Canea.
Durante la ocupación otomana fue convertido en mezquita, a la que Yussuf Pasha, el conquistador de la ciudad, le puso su nombre. En el siglo XX fue sede del cine “Idaion Andron” y después de la Segunda Guerra Mundial sirvió como almacén para equipamiento militar, hasta que albergó el museo en 1962.
Posteriormente, se ha construido un nuevo edificio para el museo en el campamento Chatzidakis, en la zona histórica de La Canea que da al mar. El edificio moderno, diseñado por Teofanis Bobotis, quien también se encargó del Museo Arqueológico de Patras, comprende 6500 m², incluyendo 1800 m² para las salas de exposición, 140 para la galería y un aforo de 140 visitantes para el anfiteatro. Consta de zonas de exposición tanto interiores como al aire libre, un mirador, una tienda, una cafetería y salas de visitas. La construcción finalizó en 2015 y tras un proceso de implementación de la exposición en el nuevo edificio, abrió al público en 2022.

## Colección
El museo contiene una colección de objetos del neolítico, de la civilización minoica y de periodos históricos posteriores, hasta la época romana, fruto de las excavaciones en torno a la ciudad de La Canea y el área circundante. Posee piezas arqueológicas de las antiguas ciudades de Cidonia, Idramia, Áptera, Polirrenia, Císamo, Éliro, Hirtacina, Sía y Liso, y también de Axos y Lappa en la unidad periférica de Rétino.
Alberga una amplia variedad de monedas, joyería, cerámica, esculturas, tablillas de arcilla con inscripciones, estelas y mosaicos. 
El museo se enriqueció significativamente tras la donación de la colección particular de Konstantinos, Marikas y Kyriakos Mitsotakis en el año 2000. Esta colección comprende objetos de todos los periodos históricos, entre los que abundan los de procedencia minoica.
También hay una colección de monedas de Creta que fue donada al museo en 2008.

### Prehistoria
Del periodo neolítico final hay una serie de recipientes hechos a mano procedentes de la pequeña isla de Gavdos. Por otro lado, se exponen hallazgos de diferentes cuevas que abarcan una cronología comprendida entre el neolítico y el final de la Edad del Bronce. Del periodo minoico neopalacial son destacables los objetos procedentes de Nerokuros. En la colección hay una impresión de sello de arcilla de Kasteli, en el casco histórico de La Canea, con la representación de una ciudad minoica y su deidad local, datado en la segunda mitad del siglo XV a. C.
Es importante la cerámica de un taller de La Canea durante el periodo comprendido entre 1375 y 1200 a. C. ya que su alta calidad hizo que se extendiera por muchos lugares del Mediterráneo. Hay un pixis de arcilla que representa a un citaredo. Fue hallado en una tumba de cámara en la zona de Koiliaris en Kalyves-Aptera, datado entre  1300–1200 a. C. También son dignas de mención una tablilla de arcilla con caracteres en Lineal A hallada en Kasteli y fechada c. 1450 a. C.; y otras tablillas más pequeñas con textos en Lineal B de hacia 1300 a. C. también de Kasteli. El museo también exhibe un lárnax del Minoico Tardío III del barrio de Guves, en La Canea, fechado en torno a 1300–1200 a. C. y otros lárnax procedentes de la necrópolis minoica de Armeni.

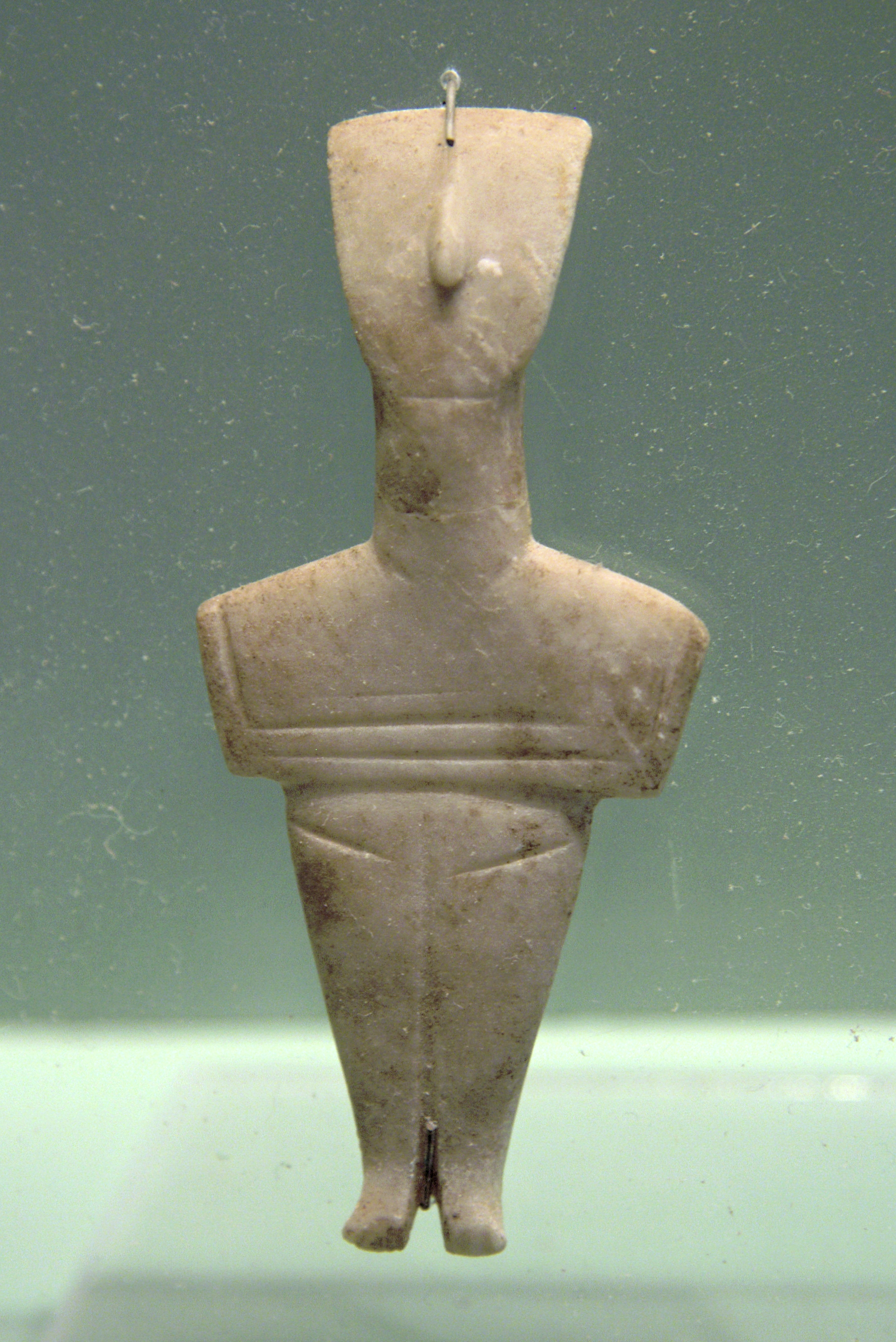
Figurilla femenina cicládica, 2800-2200 a. C.
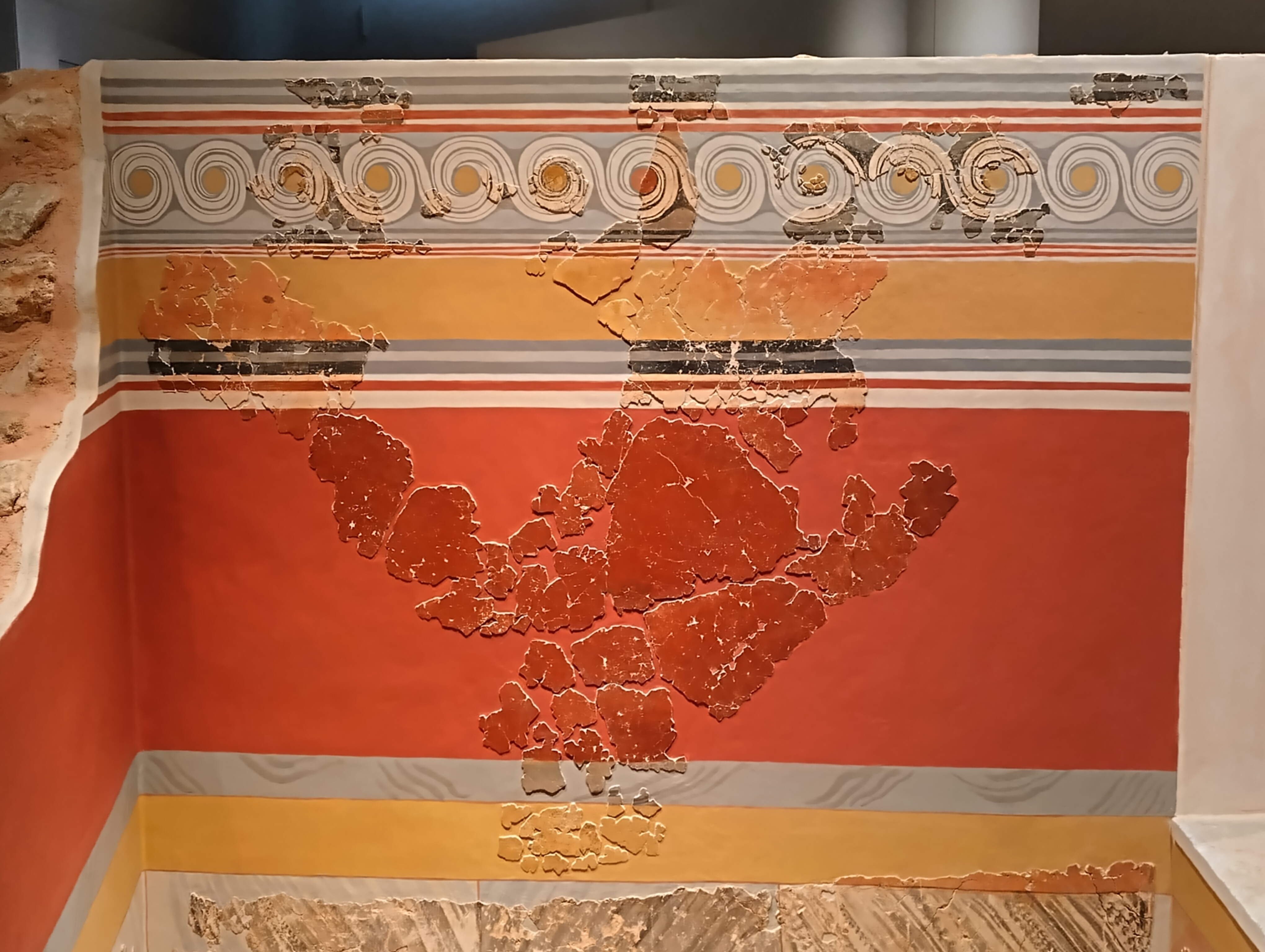
Reconstrucción de un edificio minoico
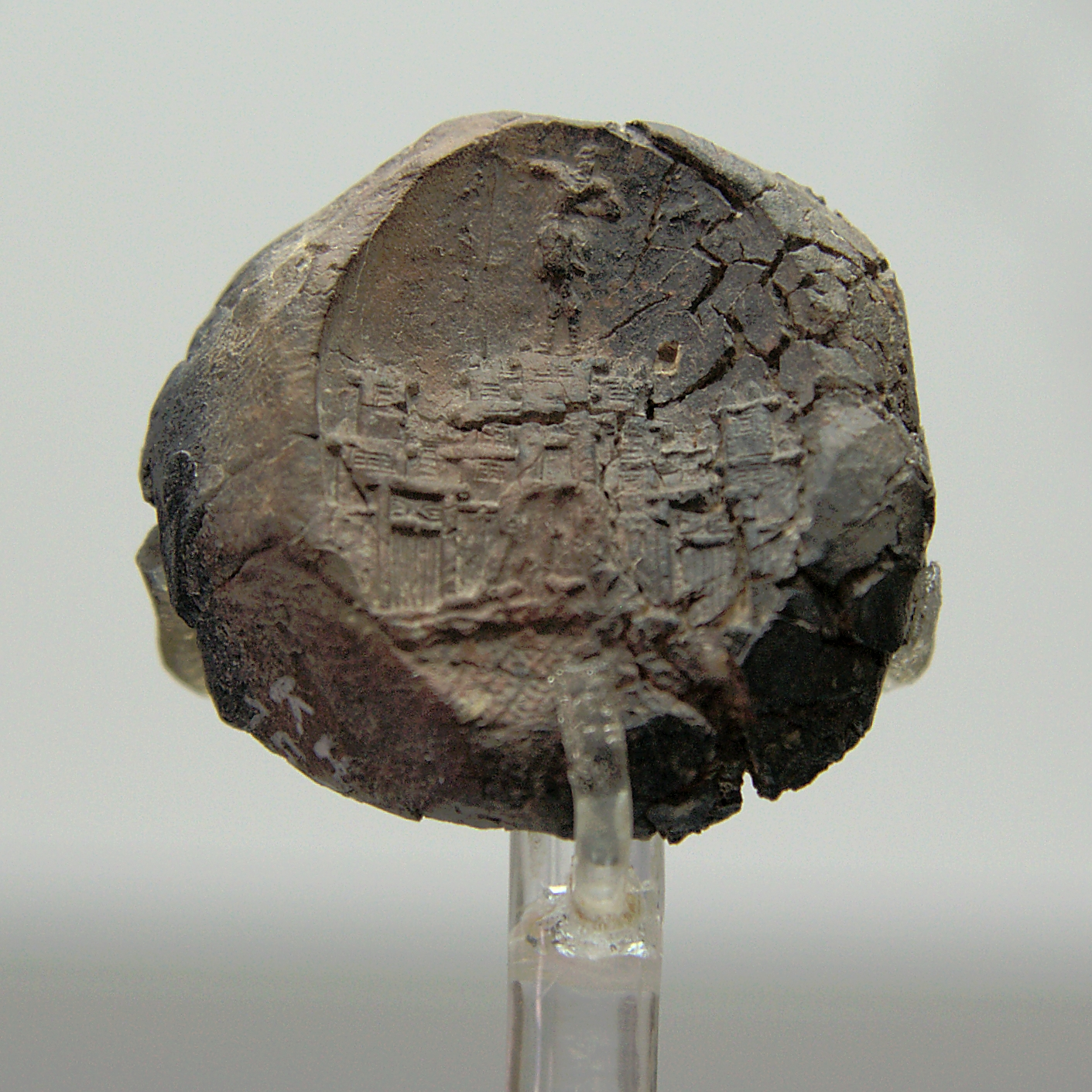
El «Señor de Janiá», impresión de sello minoico de Kasteli, hacia 1450 a. C.
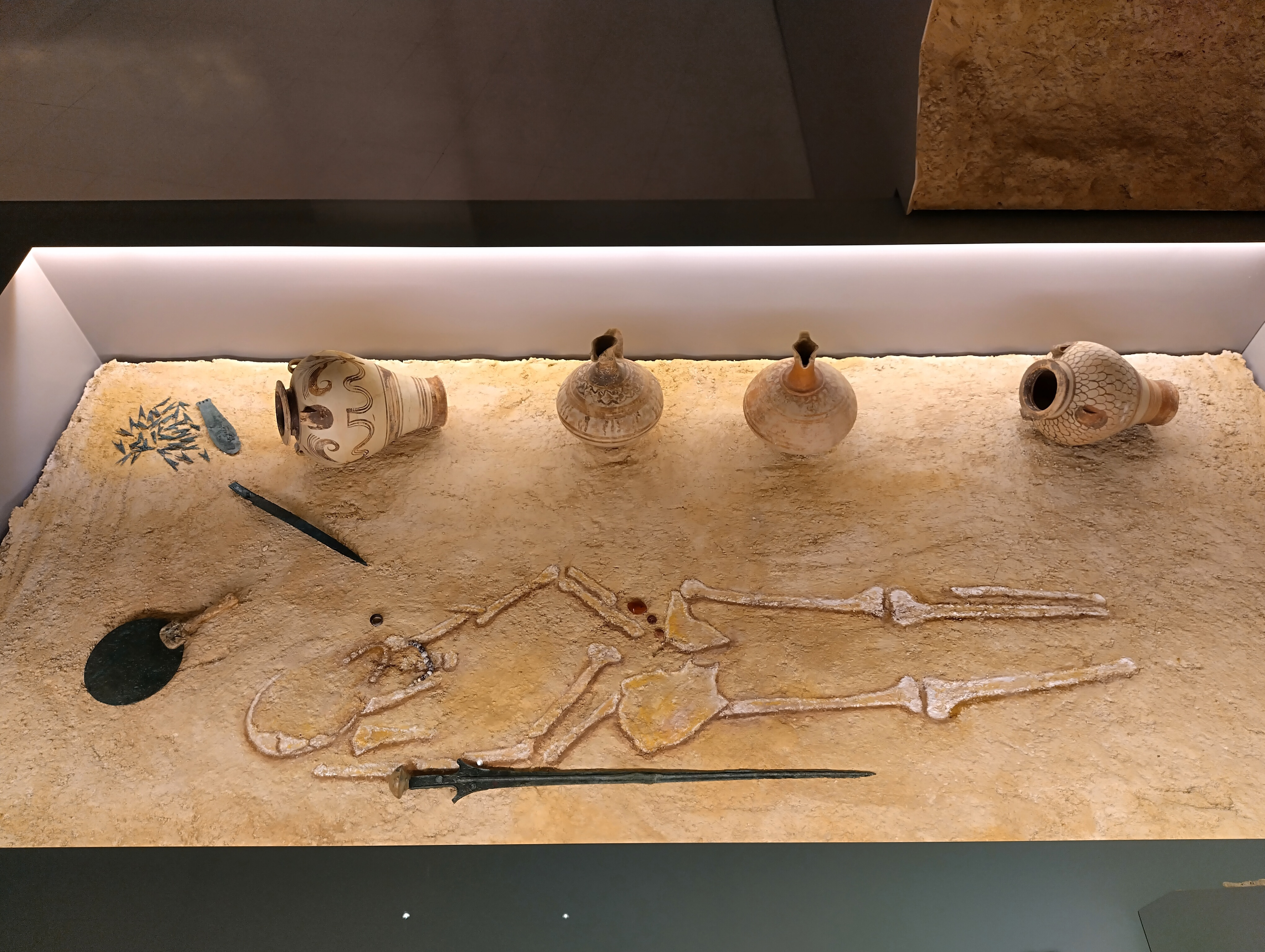
Reconstrucción de la tumba de un guerrero de la Edad del Bronce
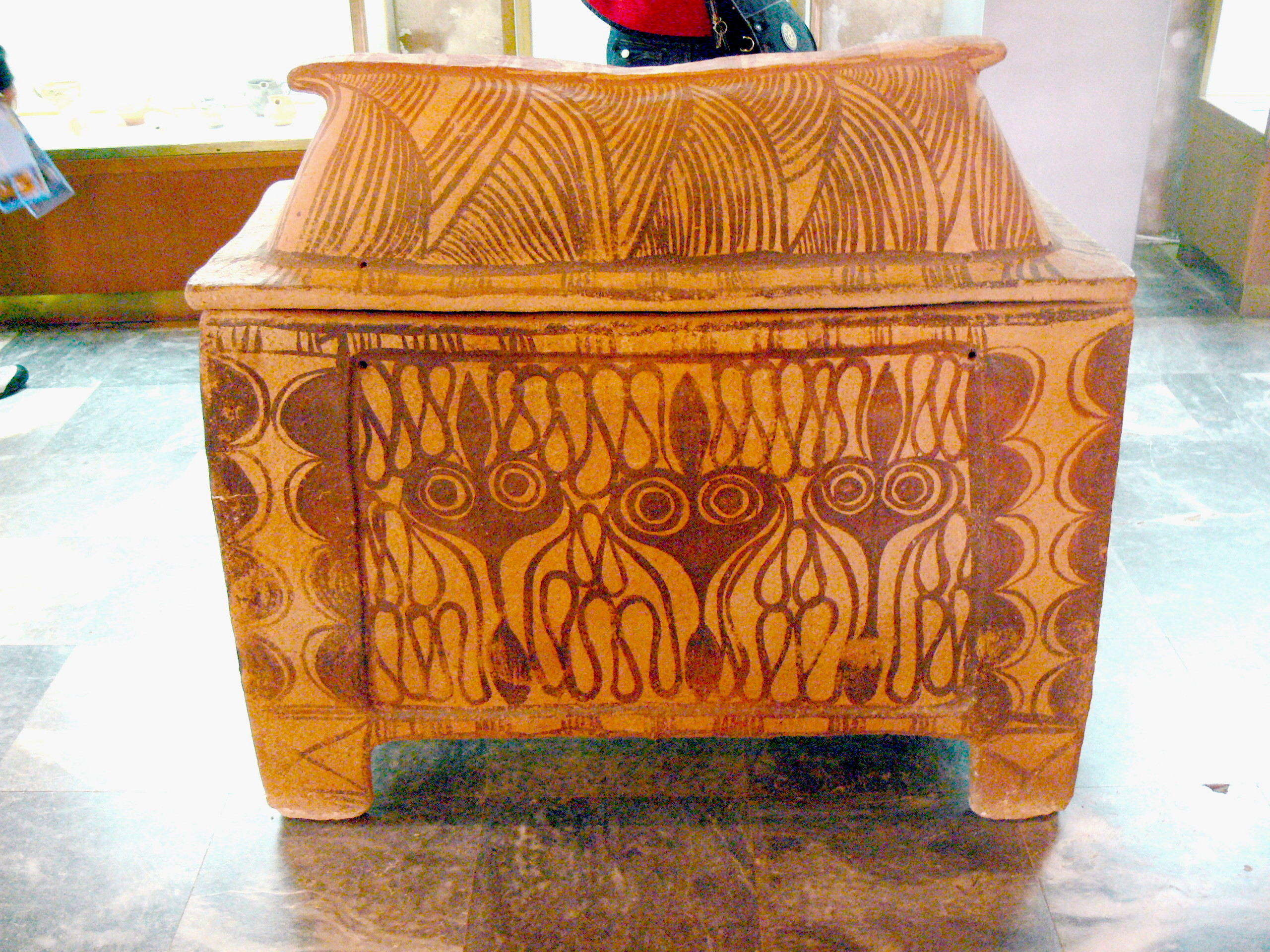
Sarcófago del Minoico Tardío, procedente de Armeni, 1400-1200 a. C.

### Periodos históricos posteriores
Del periodo geométrico (siglos XI-VIII a. C.) hay una serie de objetos procedentes de tumbas del área. Del periodo arcaico es destacable un friso. Otros hallazgos de diversos periodos históricos de excavaciones de la ciudad de La Canea incluyen recipientes de cerámica, estatuillas femeninas y joyas de oro. Hay también hallazgos del cementerio de Áptera y ofrendas votivas del santuario de Asclepio ubicado en la antigua ciudad de Liso y del templo de Poseidón de Tsiskianá. También se expone la historia de la llamada «Federación de los montañeses», una liga de ciudades de la zona formada en el siglo III a. C.
Con respecto a los objetos de época romana, destacan un mosaico romano con las figuras de Dioniso y de Ariadna y un busto del emperador romano Adriano, encontrado en un santuario, el Dictineo, en 1913.
En una de las salas se presentan aspectos de la vida cotidiana de los periodos históricos. Esta parte de la exposición incluye una representación de una casa que fue destruida en el terremoto del año 365.

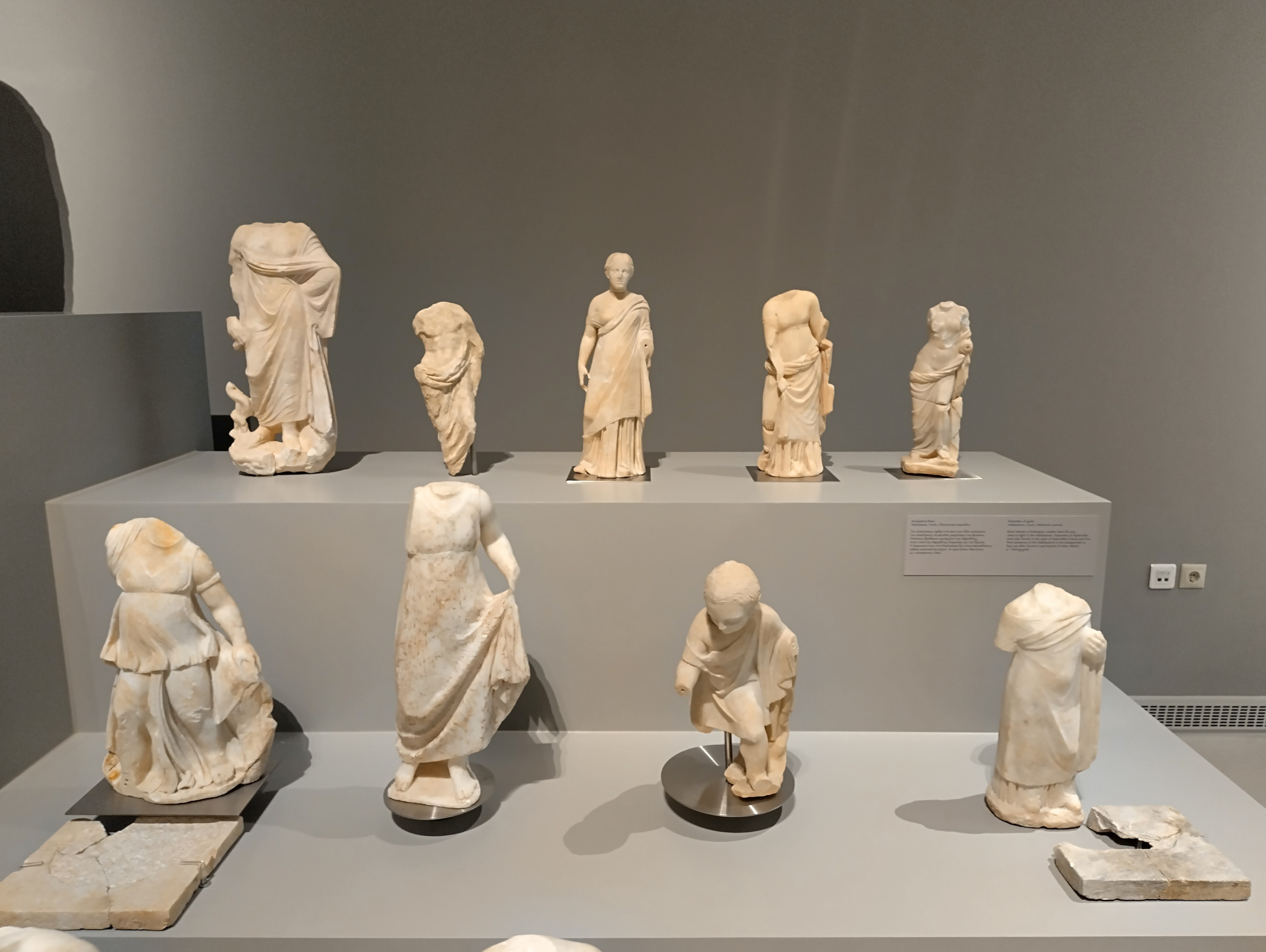
Estatuas del santuario de Asclepio de Liso
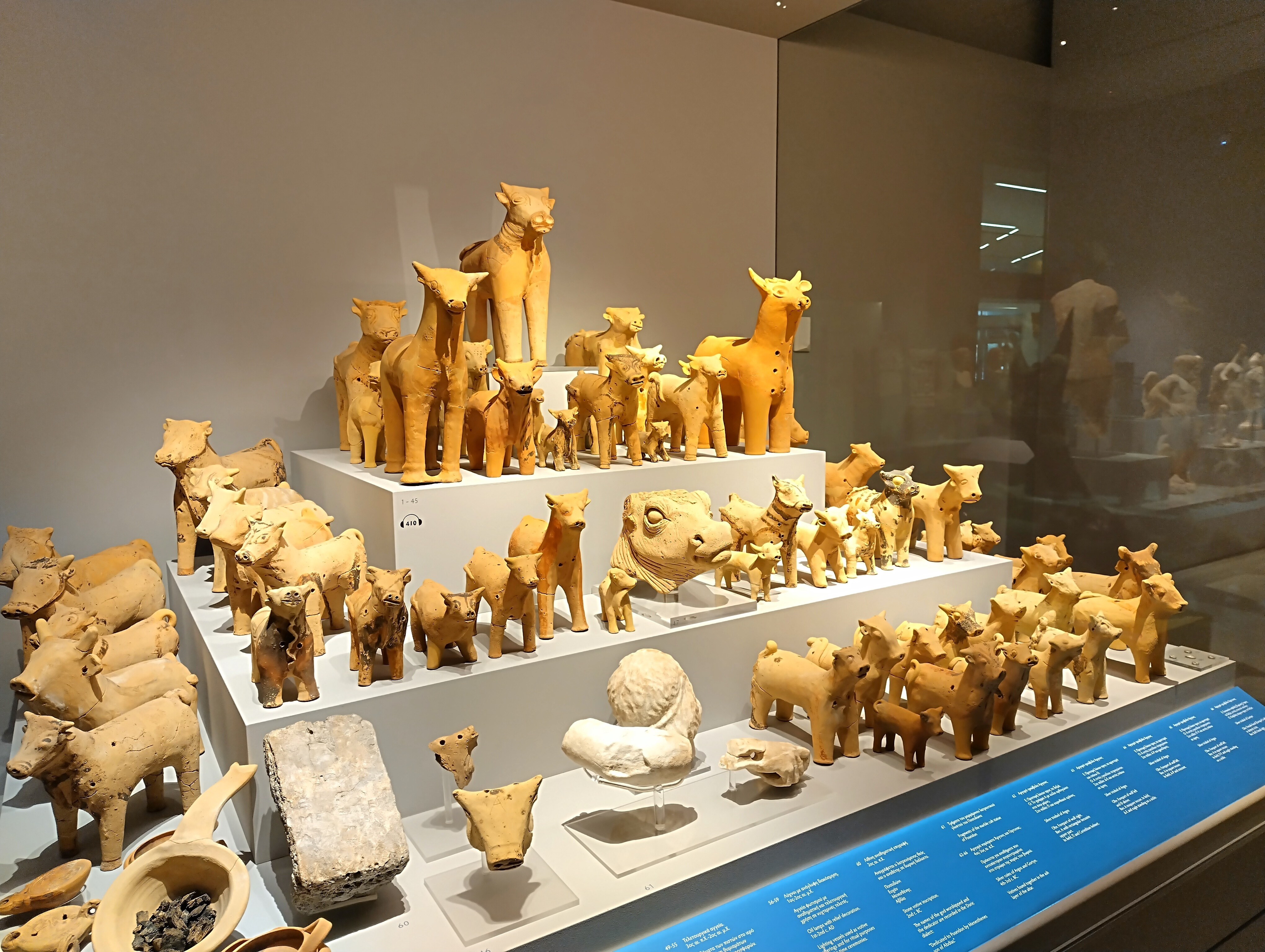
Objetos procedentes del santuario de Poseidón de Tsiskianá
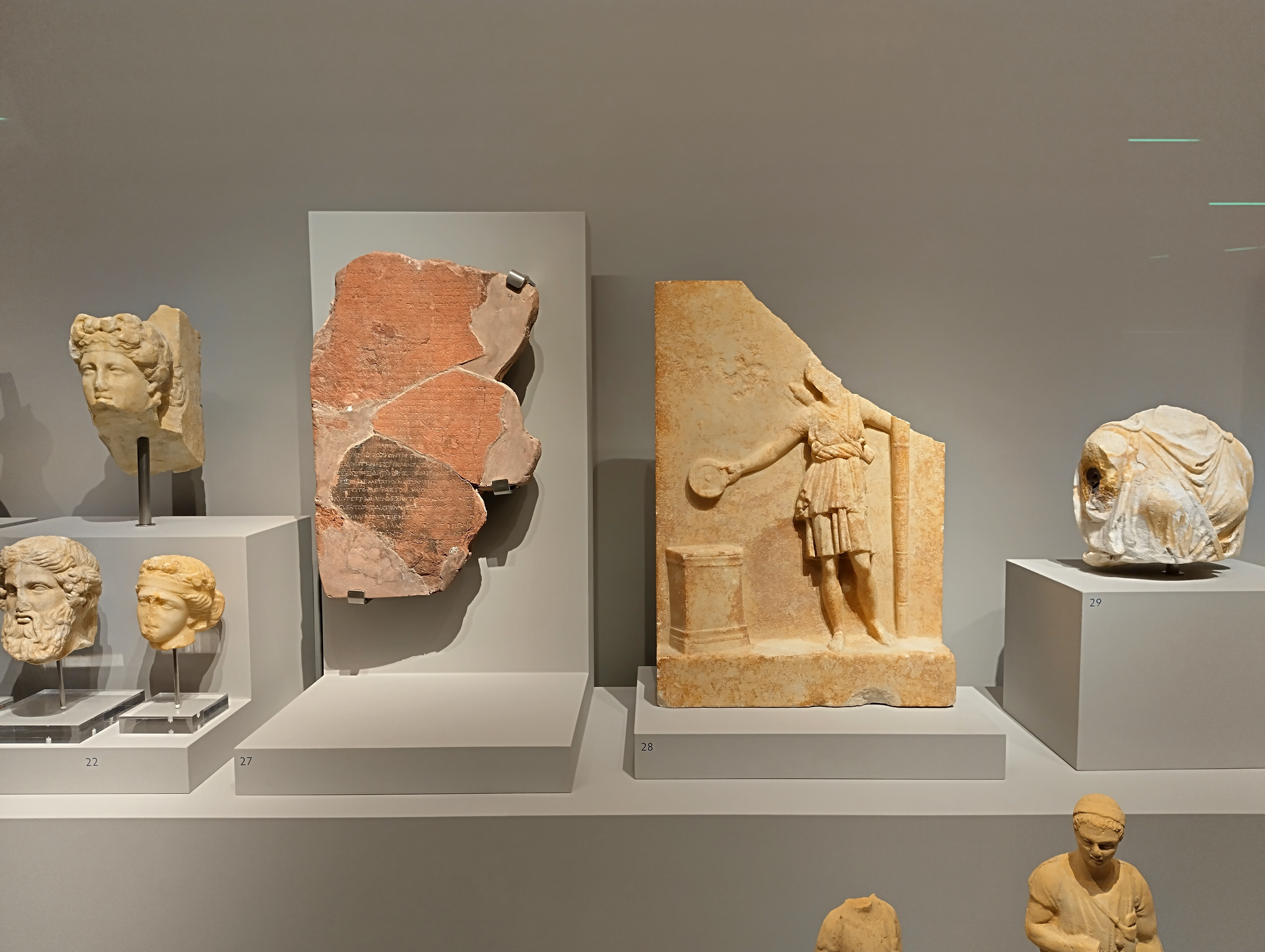
Hallazgos del Dictineo
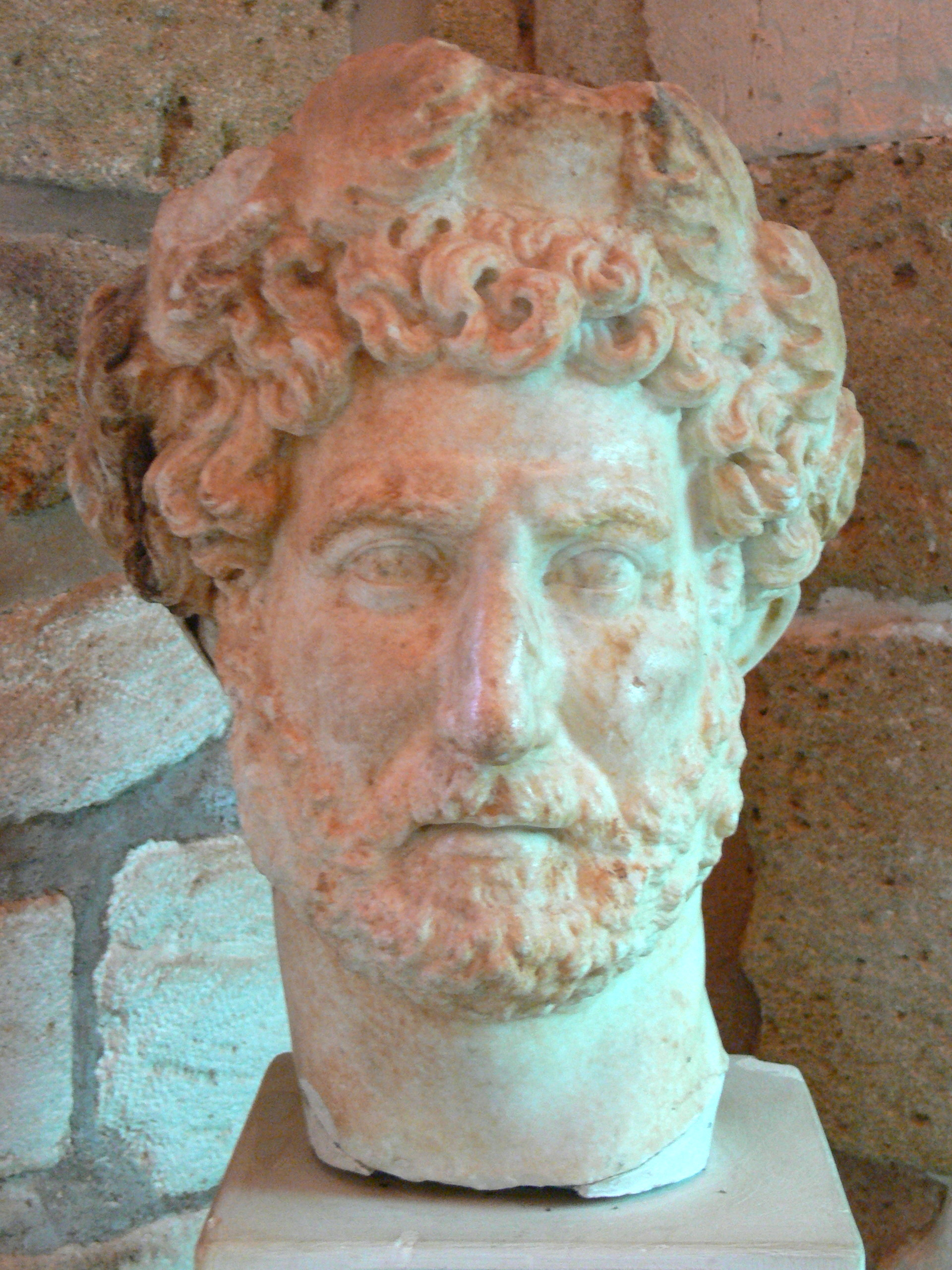
Busto del emperador romano Adriano
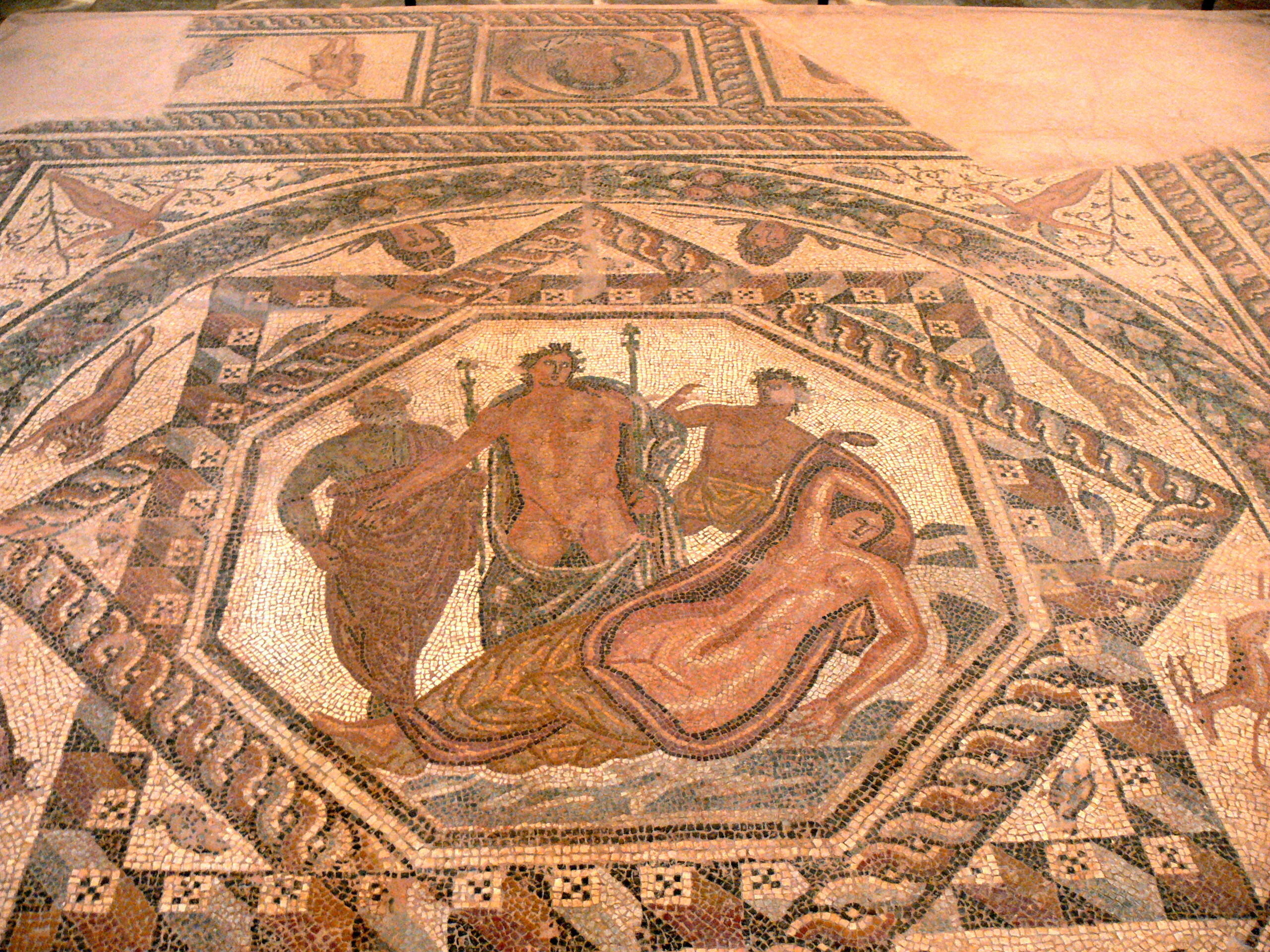
Mosaico romano con una representación de Dioniso y Ariadna